# Изабела фон Хабсбург
Изабела фон Хабсбург, известна още като Изабела Австрийска, Изабела Кастилска или Изабела Бургундска, е кастилска инфанта, австрийска ерцхерцогиня и кралица на Дания, Норвегия и Швеция като съпруга на крал Кристиан II.

## Произход
Изабела е родена в Брюксел на 18 юли 1501 г. Дъщеря е на бургундския херцог Филип Хубави и на кастилската кралица Хуана Лудата. Сестра е на императорите на Свещената римска империя Карл V и Фердинанд I.

## Биография

### Начални години
Израства в родната Нидерландия под грижите на леля си Маргарета Австрийска. Заради огромното си наследство и династичните връзки Изабела отрано става една от най-желаните партии за брак в Европа.

### Кралица на Дания, Норвегия и Швеция
Близките ѝ решават да я омъжат за датския крал Кристиан II, който първоначално е кандидат за ръката на сестра ѝ Елеонора. На 11 юли 1514 г. Изабела се омъжва задочно за Кристиан II, от чието име пред олтара застава дядото на булката – император Максимилиан I. Година по-късно Изабела пристига в Копенхаген, където е коронясана за кралица на Дания и Норвегия и приема името Елизабет. През 1520 съпругът ѝ се възкачва и на шведския престол, а Изабела получава и титлата Кралица на Швеция.
Първите години от брака на Изабела и Кристиан II са белязани от хладните отношения между двамата съпрузи. Изабела не получава и подобаващото ѝ се влияние в датския двор, където се разпореждат дългогодишната любовница на краля Ифеке Зигбритдатер и майка ѝ Зигбрит Виломс. Това нагнетява отношенията между датския крал и император Максимилиан I. Кризата е преодоляна през 1517 г., когато любовницата на краля умира, а Изабела подобрява отношенията си с майка ѝ и двете жени стават близки съветнички на Кристиан II.
Когато Кристиан II влиза в Стокхолм като нов крал на Швеция, той изразява пред местните благородници желанието си Изабела да поеме управлението на Швеция като регентка в случай, че той почине преди пълнолетието на децата им. Въпреки че е последната шведска кралица от времето на Калмарската уния, кракът на Изабела никога не стъпва на шведска земя. Тъй като кралицата е в напреднала бременност, тя не придружава Кристиан II в пътуването му до Швеция.

#### Детронация
През 1523 г. Кристиан II е детрониран от група благородници, верни на чичо му Фредерик. Новият крал не желае да влошава отношенията си с влиятелните роднини на Изабела, поради което ѝ изпраща писмо с предложението тя да остане в Дания, където ще получава солидна ежегодна пенсия и ще се намира под неговото покровителство, докато съпругът ѝ ще се установи в Нидерландия. На писмото на Фредерик Изабела отговаря с латинското „Ubi rex meus, ibi regnum mea“ (Където е моят крал, там е моето кралство).

### Пътуване из Германия и смърт
След като напускат Дания Изабела и семейството ѝ се отправят към Нидерландия. Известно време те обикалят из Германия, където търсят подкрепа за връщането на Кристиан II на престола. Изабела сама преговаря за това с роднините си. През 1523 – 1524 г. тя и Кристиан II посещават Саксония и Берлин. В Берлин Изабела е привлечена от учението на Мартин Лутер и започва да изпитва симпатии към Протестантството. През 1524 г., когато посещава Нойбург, Изабела официално приема протестантската вяра, което толкова разгневява хабсбургските ѝ роднини, че съпругът ѝ решава, че по политически причини занапред тя трябва да крие протестантските си възгледи.
Продължителните пътувания се отразяват зле на здравето на Изабела. През пролетта на 1525 г. тя се разболява сериозно, а положението ѝ се влошава след едно по-късно пътуване по време на силна буря. След близо едногодишно боледуване тя умира в Звейнарде (днес част от Гент) на 19 януари 1526 г. на 24-годишна възраст. Въпреки че е приела Протестантството, хабсбургските ѝ роднини до последно твърдят, че тя е починала като праведна католичка.

## Потомство
Изабела и Кристиан II имат един син и две дъщери:
- Ханс Датски (* 1518 † 1532)
- Доротея Датска (* 1520 † 1580)
- Кристина Датска (* 1522 † 1590)